# مصاحبه با دختران هیولا
مصاحبه با دختران هیولا (به ژاپنی: 亜人ちゃんは語りたい, Demi-chan wa Kataritai) یک مجموعه مانگای ژاپنی است که توسط پتوس نوشته و مصورسازی شده است. این سری توسط انتشارات کودانشا از سپتامبر ۲۰۱۴ در مجلهٔ سومین یانگ مگزین به چاپ می‌رسید و از سال ۲۰۲۱ به ماهنامه یانگ مگزین منتقل شد قبل از اینکه در دسامبر ۲۰۲۲، به پایان خود برسد. در نهایت فصل‌های آن در یازده جلد تانکوبون جمع‌آوری شده است. یک مجموعه تلویزیونی انیمه سیزده قسمتی نیز برگرفته از نسخه مانگا و به کارگردانی ریو آندو توسط استودیوی ای-۱ پیکچرز دستمایه اقتباس قرار گرفت که از ژانویه تا مارس ۲۰۱۷ پخش شد.
داستان مجموعه در دوره‌ای اتفاق می‌افتد که نیمه انسان‌ها، که به‌طور معمول تحت نام «دمیس» شناخته می‌شوند، کم‌کم شروع به پذیرش در جامعه بشری کرده‌اند. تتسوئو تاکاهاشی یک استاد زیست‌شناسی است که قرار است با امید درک بیشتر از آن‌ها به سه مورد از این دمیس‌ها آموزش دهد، در حالی که توانسته توجه آن‌ها را نیز جلب کند.